# Рам Кінкар Байджа
Рам Кінкар Байджа (*রামকিঙ্কর বেইজ, 25 травня 1906 —2 серпня 1980) — індійський художник та скульптор.

## Життєпис
Походив з родини середнього статку Пораманік. Народився у м. Банкура (Бенгалія). Замолоду виявив хист до мистецтва. У 1922 році познайомився з відомим журналістом та громадським діячем Раманадою Чатерджи, який справив значний вплив на світогляд майбутнього художника. У 1925 році він змінює своє прізвище на Байджа. У 1926 році поступає до університету Вашва Бхараті (м. Шантінікетан). Після його закінчення очолює кафедру скульптури.
У 1930-1940-х роках все більше цікавитися соціалізмом, виступає з антифашистськими закликами. Водночас стає провідником західного модернізму в скульптурі та малюванні. Після здобуття Індією у 1947 році незалежності часто виставляється за кордоном. Найвідомішими є виставки у паризьких салонах «Нові реалії» (1950 рік) та салон де Мюї (1951 рік).
По поверненню до Індії, поселяється у Колкаті,. Веде усамітнений спосіб життя. Водночас продовжує створювати численні скульптури ат картини. У 1970 році отримує почесну нагороду Падма Бхушван, а у 1976 році — нагороду Академії Лаліт Кала. Помирає у 1980 році у Колкаті.

## Творчість
Скульптури й картини Байджи є свідченням спроби поєднати засади західного моденізму з традиціями індійського мистецтва. Першою значною скульпутрною групою була праці 1938 року «Родини Санталів». У наступних роботах все більше відображаються політичне світосприйняття майстра — його прихильність до лівих ідей. Це відображається у створенні численних робіт людей з народу. Водночас він також займається темами національних героїв Індії.
В картинах також помітний експресіонізм, намагання використати методи скульптури у малюванні людських образів («Бінодіні, К. 1948» 1948 рік).